# М. Најт Шјамалан
Маној Нелијату Шјамалан (енгл. Manoj Nelliyattu Shyamalan; Мае, 6. август 1970) индијско-амерички је редитељ и глумац. Позант је по снимању филмова са савременим натприродним и преокретима у заплету. Рођен је у Индији, а одрастао у Сједињеним Америчким Државама. Кумулативна зарада његових филмова премашује 3,4 милијарде долара широм света.

## Филмографија
| Година | Српски назив              | Изворни назив | Дистрибутер |
| ------ | ------------------------- | ------------- | ----------- |
| 1992.  | Игра с бесом              |               |             |
| 1998.  | Потпуно будан             |               |             |
| 1999.  | Шесто чуло                |               |             |
| 2000.  | Несаломив                 |               |             |
| 2002.  | Знаци                     |               |             |
| 2004.  | Село                      |               |             |
| 2006.  | Госпа из воде             |               |             |
| 2008.  | Претња                    |               |             |
| 2010.  | Последњи владар ветрова   |               |             |
| 2013.  | Након Земље               |               |             |
| 2015.  | Посета                    |               |             |
| 2016.  | Подељен                   |               |             |
| 2019.  | Стакло                    |               |             |
| 2021.  | Стари                     |               |             |
| 2023.  | Неко куца на врата колибе |               |             |
| 2024.  | Замка                     |               |             |